# جوانی دوباره برنمی‌گردد ۲
جوانی دوباره برنمی‌گردد ۲ یک فیلم سینمایی کمدی رمانتیک پاکستانی محصول سال ۲۰۱۸  به کارگردانی نادیم بیگ و توسط واسی چودری نوشته شده است. این دنباله فیلم جوانی دوباره بر نمی‌گردد (۲۰۱۵) می‌باشد. 